# 春をよぶ夢
「春をよぶ夢」（はるをよぶゆめ）は、日本の歌。作詞：薩摩忠、作曲：柳沢剛、歌：シンガーズ・スリー。

## 概要
1970年12月 - 1971年1月、NHKの『みんなのうた』で紹介された。
真冬を舞台に、主人公が散歩をしていた夢の中で、春の歌や春の使者のパレードや手袋がコブシの花になるという、春の息吹を感じたという内容。シンガーズ・スリーは本曲が初の『みんなのうた』出演だが、この後、1972年6月 - 7月の『空に小鳥がいなくなった日』（上條恒彦）と、1974年10月 - 11月の『ながいなさんとはやいなさん』と、計3回のみの出演（単独では2回）。
映像はアニメで、『ほのぼの君』で知られる佃公彦が1969年2月 - 3月の「ついてないときのうた」、10月 - 11月の『木の葉くん』（作詞も担当）に次いで3回目の担当。この2年後の1972年に、『小犬のプルー』で再び柳沢とコンビを組む。
長期にわたって再放送されなかったが、「みんなのうた発掘プロジェクト」で音声が提供、これにNHKに残った映像を組み合わせ、2014年12月-2015年1月に実に44年振りの再放送、その後Eテレの企画「お願い!編集長」に寄せられたリクエストに賛同者が多く集まったため2017年10月6日と同年11月3日には『みんなのうたリクエスト』でも再放送された。

## エピソード
本放送当時のデータでは「スリーシンガーズ」とクレジットされていたが、それについての情報はほとんどなかった。そこで、再放送に際して元『みんなのうた』担当エグゼクティブプロデューサーの川崎龍彦が、シンガーズ・スリーメンバーの伊集加代と尾形道子に曲を試聴してもらったところ、自分たちであったことが判明したため、これをきっかけにクレジットを「シンガーズ・スリー」へ改めた。